# Christian Lademann
Christian Lademann (Blankenburg, 30 oktober 1975) is een Duitse voormalig weg- en baanwielrenner. Hij won tijdens de Wereldkampioenschappen baanwielrennen in 1999 samen met Robert Bartko, Jens Lehmann, Daniel Becke, Guido Fulst en Olaf Pollack de ploegenachtervolging. Lademann was actief in het zesdaagse circuit, maar hij wist geen zesdaagse te winnen. 
Lademan heeft deelgenomen aan de Olympische Zomerspelen van 2004. Tijdens deze Spelen behaalde hij een vierde plaats op de ploegenachtervolging en een elfde op de achtervolging.
Bij het wegwielrennen won Lademan verschillende koersen waaronder een etappe in de Ronde van Rijnland-Palts en een etappe in de Vredeskoers.
In 2009 testte Lademan bij een hertest uit 2007 positief op EPO.

## Belangrijkste uitslagen

### Wegwielrennen
1994
1e etappe deel b, 7e etappe Ronde van Tunesië
Eindklassement Ronde van Tunesië
1998
4e etappe Ronde van Kroatie
1999
7e etappe Ronde van Rijnland-Palts
2000
11e etappe Ronde van Argentinië
9e en 10e etappe Ronde van Chili
Puntenklassement Ronde van Chili
3e etappe Ronde van Nedersaksen
2001
6e etappe Vredeskoers
Eindklassement Ronde van Brandenburg
2006
2e etappe Bay Cycling Classic

### Baanwielrennen
| Jaar         | DK                                  | EK            | WK                   | Overige                                                       |              |
| Als beloften | Als beloften                        | Als beloften  | Als beloften         | Als beloften                                                  | Als beloften |
| ------------ | ----------------------------------- | ------------- | -------------------- | ------------------------------------------------------------- | ------------ |
| 1996         |                                     | achtervolging |                      |                                                               |              |
| 1997         |                                     | achtervolging |                      |                                                               |              |
| Als elite    |                                     |               |                      |                                                               |              |
| 1995         |                                     |               |                      | WB Manchester: ploegenachtervolging                           |              |
| 1996         | ploegenachtervolging, achtervolging |               |                      |                                                               |              |
| 1997         | achtervolging                       |               |                      |                                                               |              |
| 1998         | koppelkoers, ploegenachtervolging   |               | ploegenachtervolging | WB Berlijn: ploegenachtervolging                              |              |
| 1999         | ploegenachtervolging                |               | ploegenachtervolging | WB Valencia: ploegenachtervolging                             |              |
| 2000         |                                     |               |                      |                                                               |              |
| 2001         | koppelkoers                         |               |                      |                                                               |              |
| 2002         |                                     |               | ploegenachtervolging |                                                               |              |
| 2003         |                                     |               |                      |                                                               |              |
| 2004         |                                     |               |                      | Olympische Spelen: 4e ploegenachtervolging, 11e achtervolging |              |
| 2005         | koppelkoers                         |               |                      |                                                               |              |
| 2006         |                                     |               |                      |                                                               |              |
| 2007         | koppelkoers                         |               |                      |                                                               |              |